# Friedrich von Kühlwetter (Jurist, 1836)

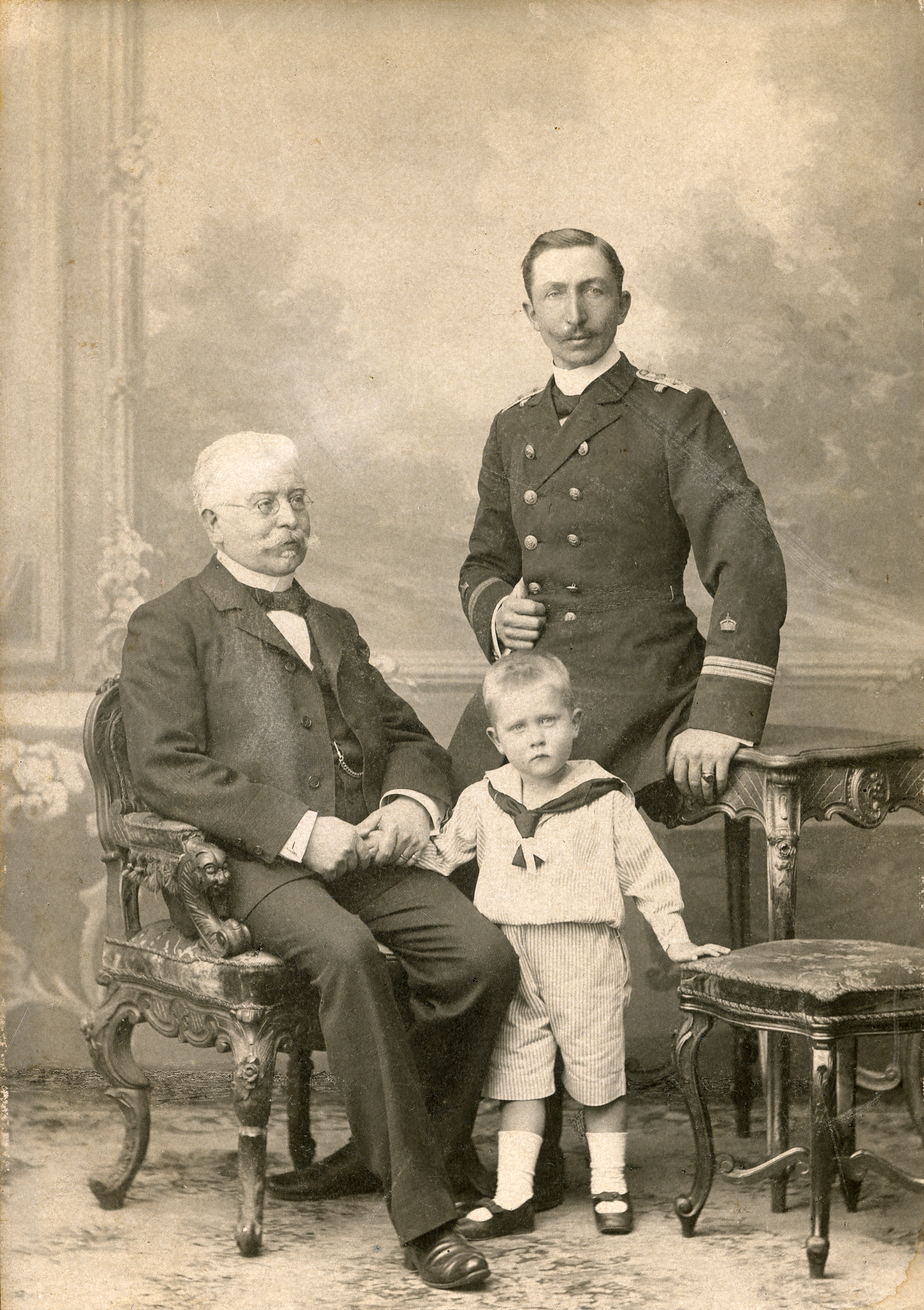
Friedrich Viktor Hubert v. Kühlwetter (1836–1904), sein Sohn Friedrich Felix Maria Hubert v. Kühlwetter (Konteradmiral, 1865–1931) und Enkel Friedrich Hubert Maria Sydney v. Kühlwetter (1894–1978), Foto um 1898.

Friedrich Viktor Hubert von Kühlwetter (* 6. Mai 1836 in Düsseldorf; † 20. April 1904 ebenda) war ein deutscher Verwaltungsjurist und Parlamentarier.

## Leben
Friedrich Kühlwetter wurde als Sohn des späteren Oberpräsidenten von Westfalen Friedrich von Kühlwetter geboren. Nachdem er 1853 in Aachen das Abitur erlangt hatte, begann er an der Rheinischen Friedrich-Wilhelms-Universität Rechtswissenschaft und Kameralwissenschaft zu studieren. 1854 wurde er im Corps Hansea Bonn recipiert. Als Inaktiver wechselte er an die Friedrich-Wilhelms-Universität zu Berlin. Nach dem Studium wurde er 1856 Auskultator am Kammergericht und am Landgericht Aachen. Er legte 1858 das Referendarexamen ab und war anschließend bei der Regierung in Aachen Regierungsreferendar. 
Nach dem Examen zum Regierungsassessor 1863 wurde von Kühlwetter noch im selben Jahr Landrat des Kreises Bernkastel. 1881 wechselte er als Landrat in den Landkreis Düsseldorf.
1870–1873 gehörte von Kühlwetter für den Wahlkreis Wittlich-Bernkastel dem Preußischen Abgeordnetenhaus an. Er war mit Caroline Nellessen verheiratet. Sein ältester Sohn Friedrich von Kühlwetter (1865–1931), der oben auf dem Foto zusammen mit seinem Vater und seinem ältesten Sohn Friedrich zu sehen ist, war kaiserlicher Konteradmiral und von 1914 bis 1917 Oberbefehlshaber am Bosporus mit dem Titel eines Pascha.

## Ehrungen
- 1884: Roter Adlerorden 3. Klasse
- 1887: Königlicher Kronen-Orden (Preußen) 2. Klasse
- 1888: Charakter als Geh. Regierungsrat